# Бен-Амор, Мохамед Амин
Мохамед Амин Бен-Амор (фр. Mohamed Amine Ben Amor, араб. محمد أمين بن عمر‎, рожд. 3 мая 1992, Сус, Тунис) — тунисский футболист, полузащитник клуба «Этуаль дю Сахель» и национальной сборной Туниса.

## Клубная карьера
Во взрослом футболе дебютировал в 2012 году выступлениями за команду «Этуаль дю Сахель» из родного города, однако пробиться в основную команду не сумел, поэтому был отдан в аренду в футбольный клуб «Сфакс Рейлвейз», к составу которого присоединился в 2013 году. Отыграл за команду следующий сезон.
В состав клуба «Этуаль дю Сахель» вернулся в 2014 году. С тех пор успел отыграть за команду из города Сус 41 матч в национальном чемпионате.

## Выступления за сборную
15 июня 2015 года дебютировал в официальных матчах в составе национальной сборной Туниса во встрече против сборной Марокко (1:1). В следующем году стал участником чемпионата африканских наций 2016 года, на котором сборная дошла до четвертьфинала. В ходе этого соревнования он забил гол в матче против сборной Нигера (5:0)
В составе сборной стал участником Кубка африканских наций 2017 года в Габоне.